# Рюльцгайм
Рюльцгайм (нім. Rülzheim) — громада в Німеччині, розташована в землі Рейнланд-Пфальц. Входить до складу району Гермерсгайм. Центр об'єднання громад Рюльцгайм.
Площа — 16,66 км2. Населення становить 8249 ос. (станом на 31 грудня 2020).

## Галерея

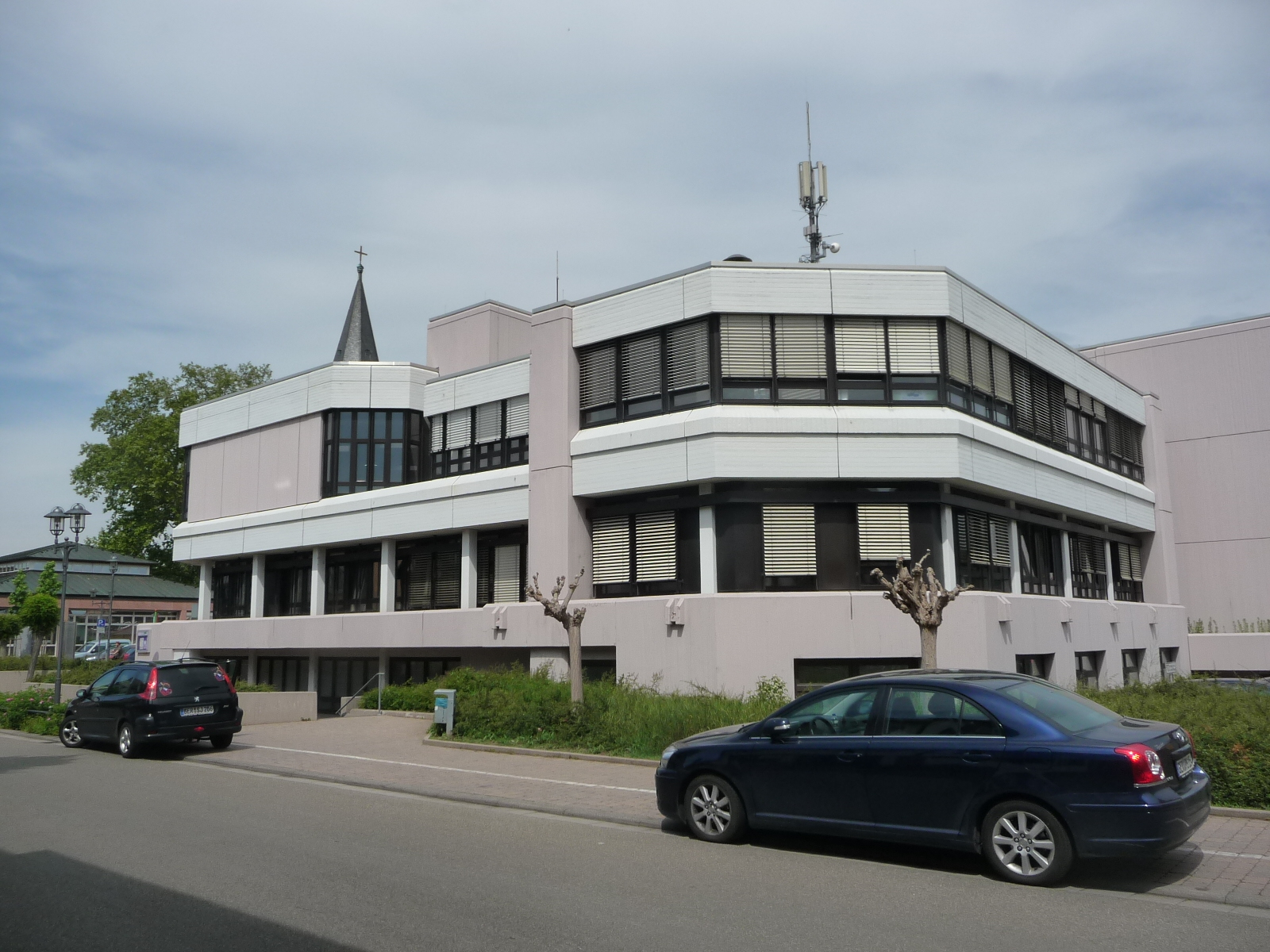
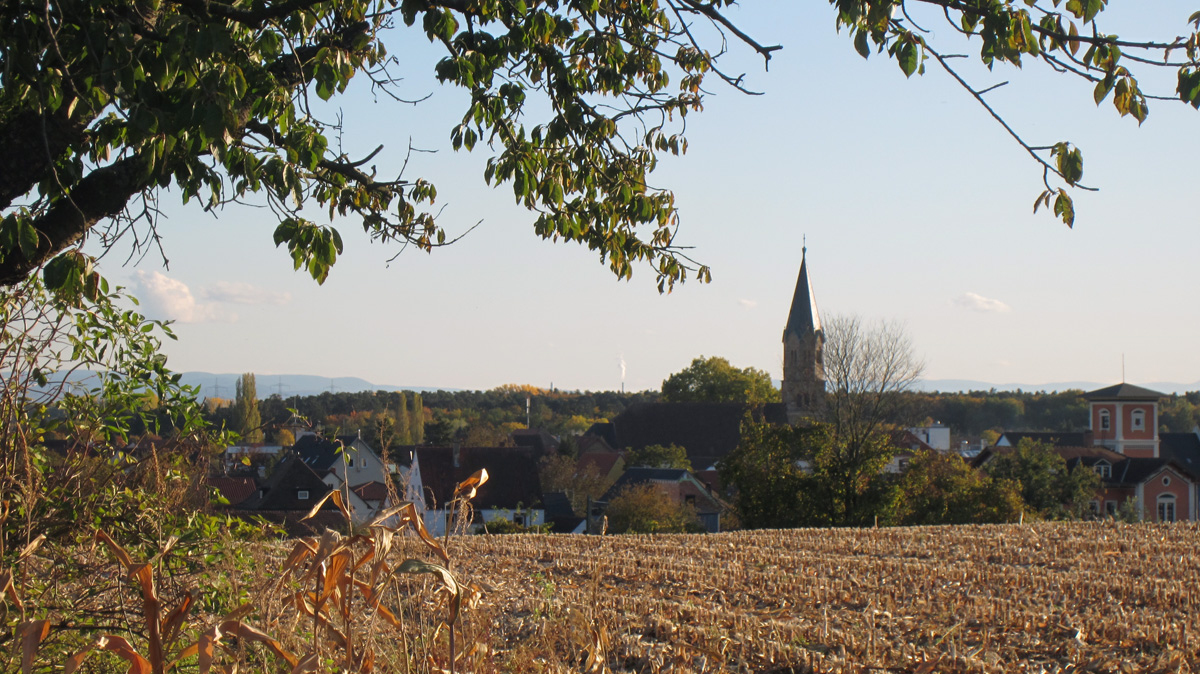
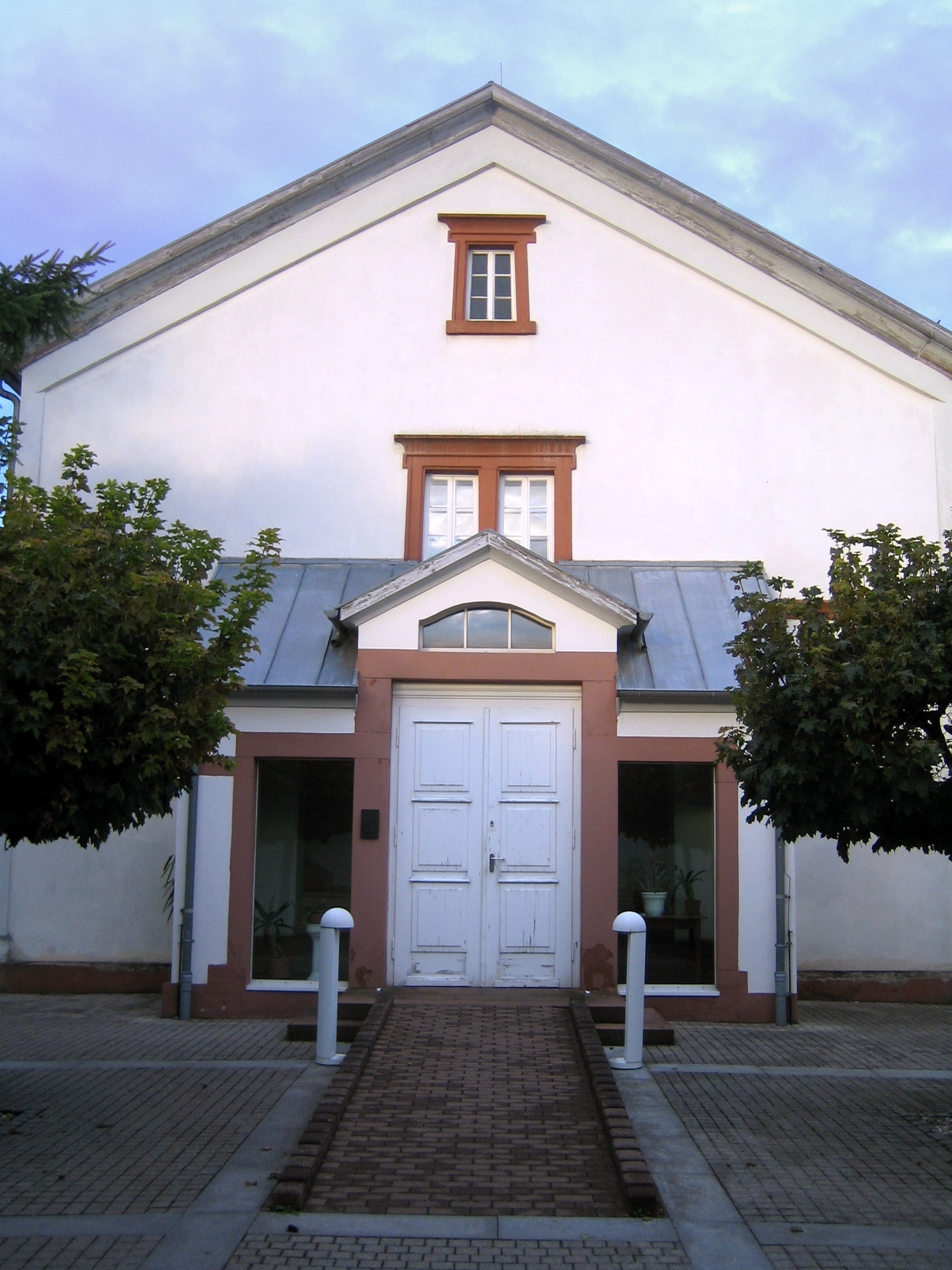
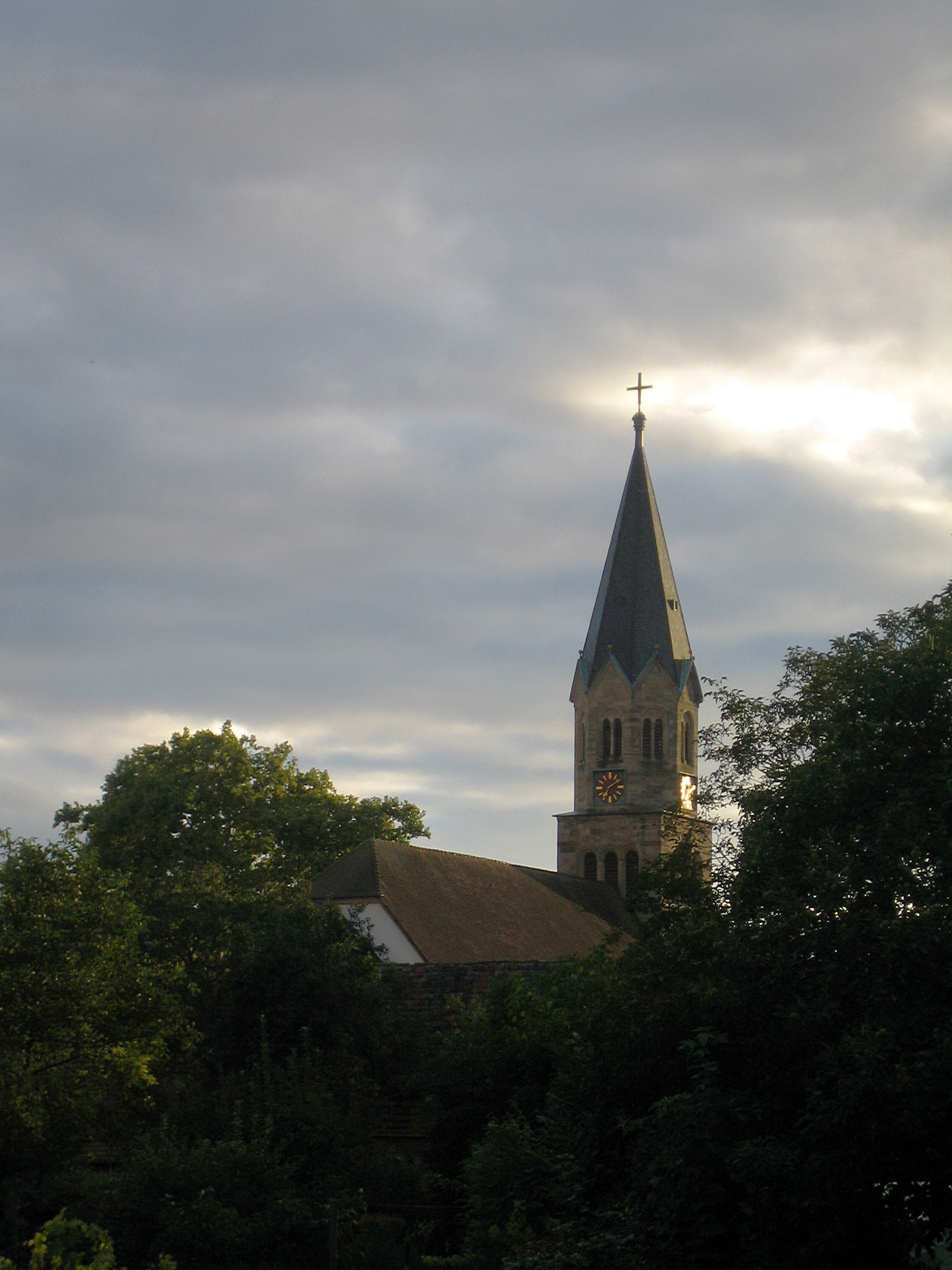
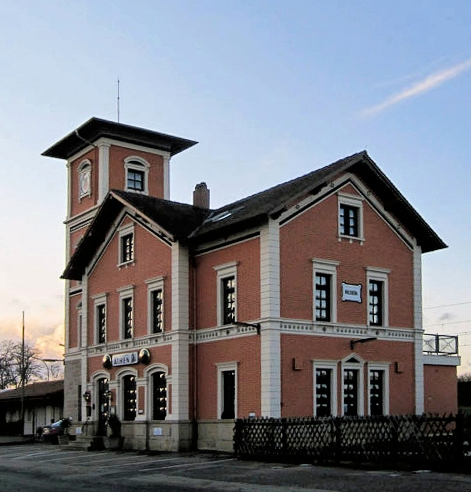
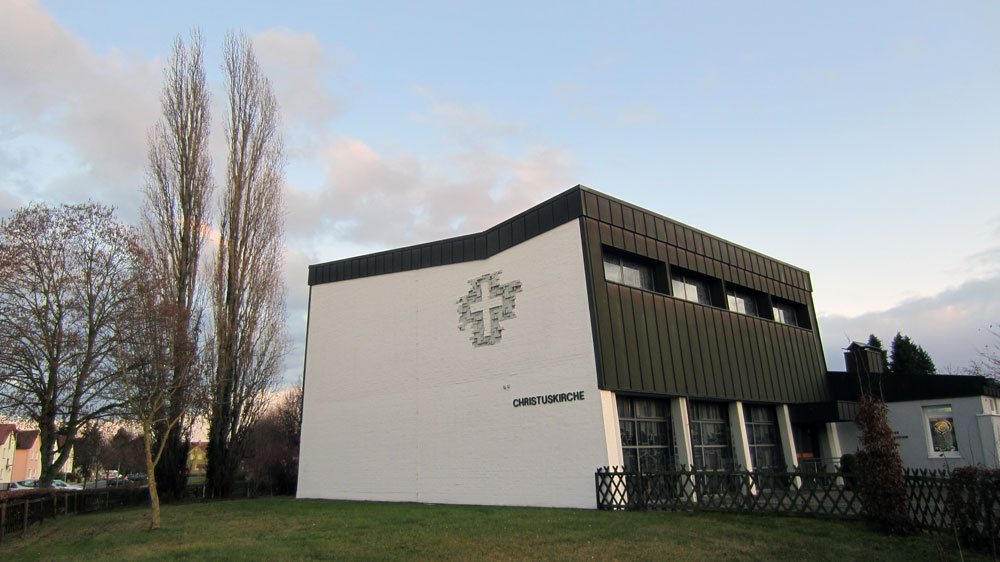